# Anni Sinnemäki
Anni Milja Maaria Sinnemäki (Helsinki, le 20 juillet 1973) est une femme politique finlandaise membre de la Ligue verte (Vihr), dont elle occupe la présidence entre 2009 et 2011.
Elle entre pour la première fois à l'Eduskunta en 1999, et devient en 2001 vice-présidente du groupe écologiste, puis présidente en 2007. Elle est élue à la tête de la Vihr en 2009, et entre peu après au gouvernement comme ministre du Travail, un poste qu'elle occupe deux ans.

## Biographie

### Formation et carrière
Titulaire d'un bachelor of arts, elle travaille comme baby-sitter ou employée de grande surface pendant ses années d'études, de 1992 à 1997. En 1998, elle devient secrétaire de projet au ministère de l'Environnement, alors détenu par un écologiste, puis éditorialiste pour le supplément hebdomadaire du New York Times fourni par le journal Helsingin Sanomat.
Elle a également rédigé ou corédigé les paroles de chanson pour Ultra Bra, entre 1996 et 2001, et pour Kerkko Koskinen, de 2002 à 2005.

### Famille
Elle est la fille d'Anssi Sinnemäki et d'Aino Telkkä, vit à Helsinki et est mère d'une fille, prénommé Siiri et venu au monde en 1990.

### Vie politique
La carrière politique d'Anni Sinnemäki démarre le 24 mars 1999, lorsqu'elle est élue députée de la circonscription d'Helsinki au Parlement finlandais. Elle devient alors membres de la commission de la Défense et de la délégation finlandais à l'Assemblée parlementaire de l'OSCE. Le 11 février 2000, elle obtient une place à la commission des Finances, puis est élue seconde vice-présidente du groupe des Verts le 1er février 2001.
Réélue députée en 2003, elle quitte toutes ses précédentes fonctions, sauf à la commission des Finances, puis est élue présidente de la sous-commission de l'Administration et de la Vérification des comptes de l'Eduskunta. Le 12 septembre 2006, elle entre à la sous-commission de la Culture et des Sciences.
Elle retrouve son siège aux législatives du 18 mars 2007 et est désignée présidente du groupe des Verts et membre de la commission des Affaires sociales et de la Santé au début du mois d'avril, et quitte toutes ses autres fonctions parlementaires. Ayant été élue présidente de la Ligue verte en remplacement de Tarja Cronberg le 16 mai 2009, elle lui succède le 26 juin suivant en tant que ministre du Travail dans le second gouvernement du centriste Matti Vanhanen. Elle conserve son poste au sein du gouvernement Kiviniemi.
Par ailleurs, elle entre en 2005 au Conseil municipal d'Helsinki.
Après le revers des écologistes aux élections législatives du 17 avril 2011, au cours desquels la Vihr perd la moitié de ses députés, elle fait savoir qu'elle souhaite rester à la présidence de la formation, mais le président du groupe parlementaire, Ville Niinistö, annonce son intention de lui contester la direction du parti. Elle renonce finalement à se présenter, et Niinistö lui succède le 13 juin.
Neuf jours plus tard, elle est exclue du gouvernement Katainen, dont les Verts sont membres.

## Prix et récompenses
- Prix Juha Vainio, 2002

## Sources
- (fr) Fiche personnelle sur le site du Parlement finlandais
- (en) Fiche personnelle sur le site du gouvernement finlandais